# 대로 (일본사)
대로(일본어: 大老 다이로[*])는 에도 막부의 비상근(非常勤) 직제로 에도 막부의 정이대장군의 보좌역이며 로주의 윗등급인 최고직이다. 다만「다이로」라는 말 자체는 에도 막부만의 것이 아니고, 일반적으로 영주들이 중심이 된 집정 기관의 최고 책임자군을 가리키는 광범위한 의미로 쓰였다.

## 역대 대로 목록
| 이름                           | 출신 지역 | 재임 시작        | 재임 종료        |
| ------------------------------ | --------- | ---------------- | ---------------- |
| 이이 나오타카                  | 오미국    | 1632년경         | -                |
| 사카이 다다요                  | 하리마국  | 1636년 3월 12일  | 1636년 3월 19일  |
| 도이 도시카쓰                  | 시모사국  | 1638년 11월 7일  | 1644년 7월 10일  |
| 사카이 다다카쓰                | 와카사국  | 1638년 11월 7일  | 1656년 5월 26일  |
| 사카이 다다키요                | 하리마국  | 1666년 3월 29일  | 1680년 12월 9일  |
| 이이 나오즈미                  | 오미국    | 1668년 11월 19일 | 1676년 1월 3일   |
| 홋타 마사토시                  | 시모사국  | 1681년 11월 12일 | 1684년 9월 28일  |
| 이이 나오오키                  | 오미국    | 1696년 6월 13일  | 1700년 3월 2일   |
| 이이 나오모리 (나오오키, 재임) | 오미국    | 1711년 2월 13일  | 1714년 2월 23일  |
| 이이 나오히데                  | 오미국    | 1784년 11월 28일 | 1787년 9월 1일   |
| 이이 나오아키                  | 오미국    | 1835년 10월 28일 | 1841년 3월 13일  |
| 이이 나오스케                  | 오미국    | 1858년 4월 23일  | 1860년 3월 3일   |
| 사카이 다다시게                | 하리마국  | 1865년 2월 1일   | 1865년 11월 12일 |

## 같이 보기
- 로주